# Alfa Romeo 6C
El nombre Alfa Romeo 6C fue usado en automóviles de carretera, de carreras y deportivos producidos entre 1925 y 1954 por Alfa Romeo. 6C se refiere al motor de seis cilindros en línea. Las carrocerías para estos automóviles fueron producidas por empresas carroceras como James Young, Zagato, Touring, Castagna y Pininfarina. A partir de 1933, también hubo una versión del 6C con una carrocería hecha por Alfa Romeo, construida en Portello.

## 6C 1500 (1925-1929)

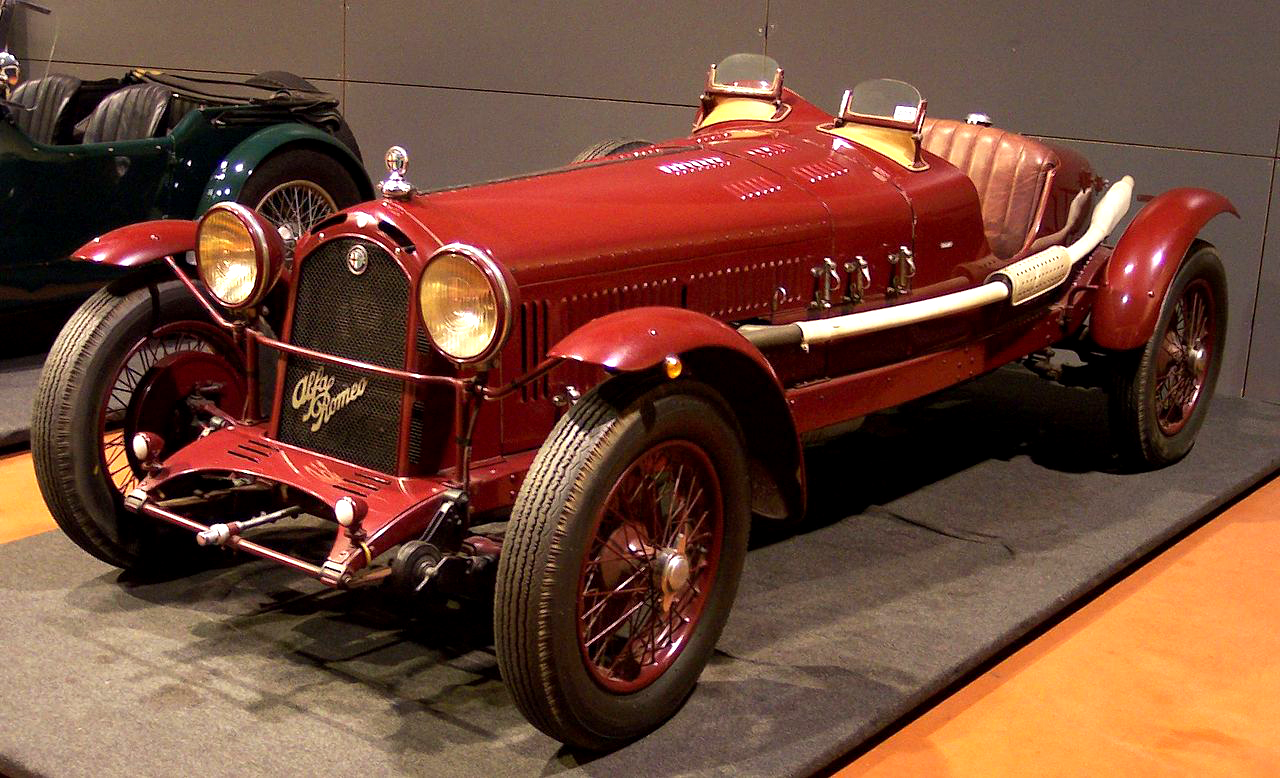
6C 1500 Super Sport (1929) de la Colección Louwman.

A mediados de la década de 1920, el RL de Alfa Romeo era considerado demasiado grande y pesado, por lo tanto comenzó un nuevo emprendimiento. La fórmula de 2 L que llevó a Alfa Romeo a ganar el Campeonato del Mundo en 1925, cambió a 1,5 L para la temporada de 1926. El 6C 1500 fue presentado en 1925 en Milán y la producción comenzó en 1927 con el Alfa Romeo P2 Grand Prix como punto de partida. La cilindrada del motor era ahora de 1487 cc, contra la de 1987 cc del P2, y la sobrealimentación fue reducida. Las primeras versiones fueron carrozadas por James Young y por Touring.
En 1928, el 6C Sport fue puesto a la venta con un motor OHC. Su versión deportiva ganó muchas carreras, incluyendo la Mille Miglia de 1928. La producción total fue de 1075 unidades (200 con el motor DOHC). También fueron construidas 10 unidades de una variante Super Sport con sobrealimentador (compressore).
Variantes:
- 6C 1500 / 44 CV a 4400 rpm / 109 km/h (1925-1929).
- 6C 1500 Sport / 54 CV a 4500 rpm / 125 km/h (1928-1929).
- 6C 1500 Super Sport compressore / 76 CV a 4800 rpm / 140 km/h (1928-1929).
- 6C 1500 TF / 84 CV a 5000 rpm (1928-1929).

## 6C 1750 (1929-1933)

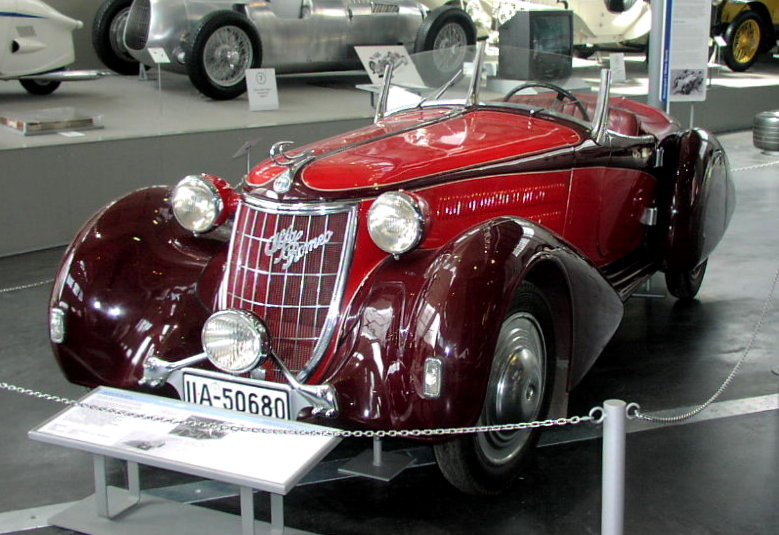
6C Gran Sport (1931).

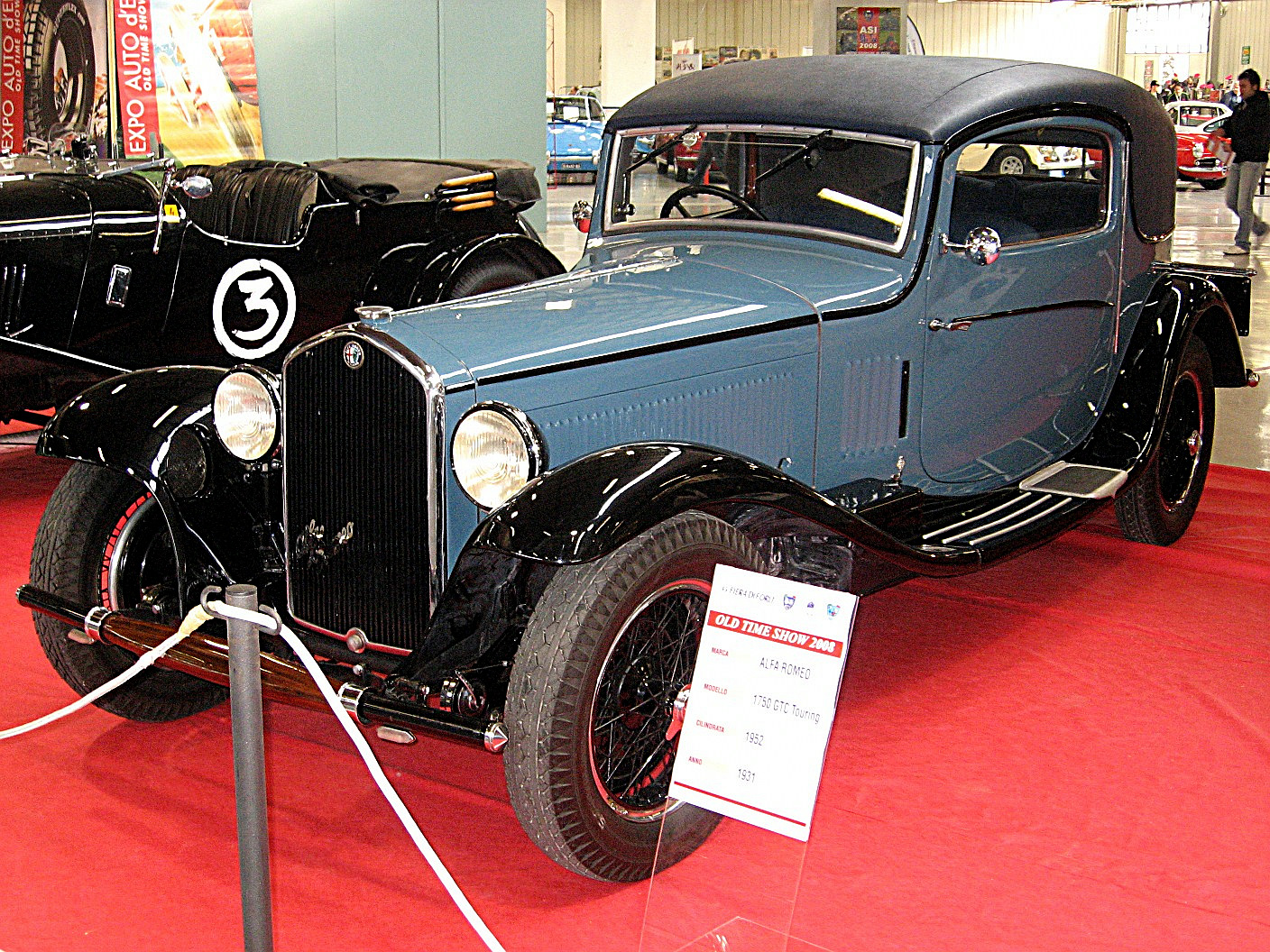
6C 1750 GTC Touring (1931).

El Alfa Romeo 6C 1750 (con motor de 1752 cc) fue presentado en Roma en 1929. El modelo base tenía un motor OHC. Las versiones Super Sport y Gran Sport tenían un motor DOHC. Nuevamente, estaba disponible un sobrealimentador. La producción total fue de 2.579 unidades.
Variantes:
- 6C 1750 Turismo / 46 CV a 4000 rpm / 109 km/h (1929-1933).
- 6C 1750 Gran Sport Turismo / 55 CV a 4400 rpm/ 125 km/h (1929-1932).
- 6C 1750 Gran Sport Super Sport / 64 CV a 4500 rpm / 130 km/h (1929-1932).
- 6C 1750 Super Sport / Gran compressore Sport / 85 CV a 4500 rpm/ 145 km/h (1929-1932).
- 6C 1750 Gran Turismo compressore / 80 CV a 4400 rpm / 135 km/h (1931-1932).
- 6C 1750 Gran Sport / Super Sport / TF / 85 CV a 4800 rpm / 170 km/h (1929-1930).

## 6C 1900 (1933)

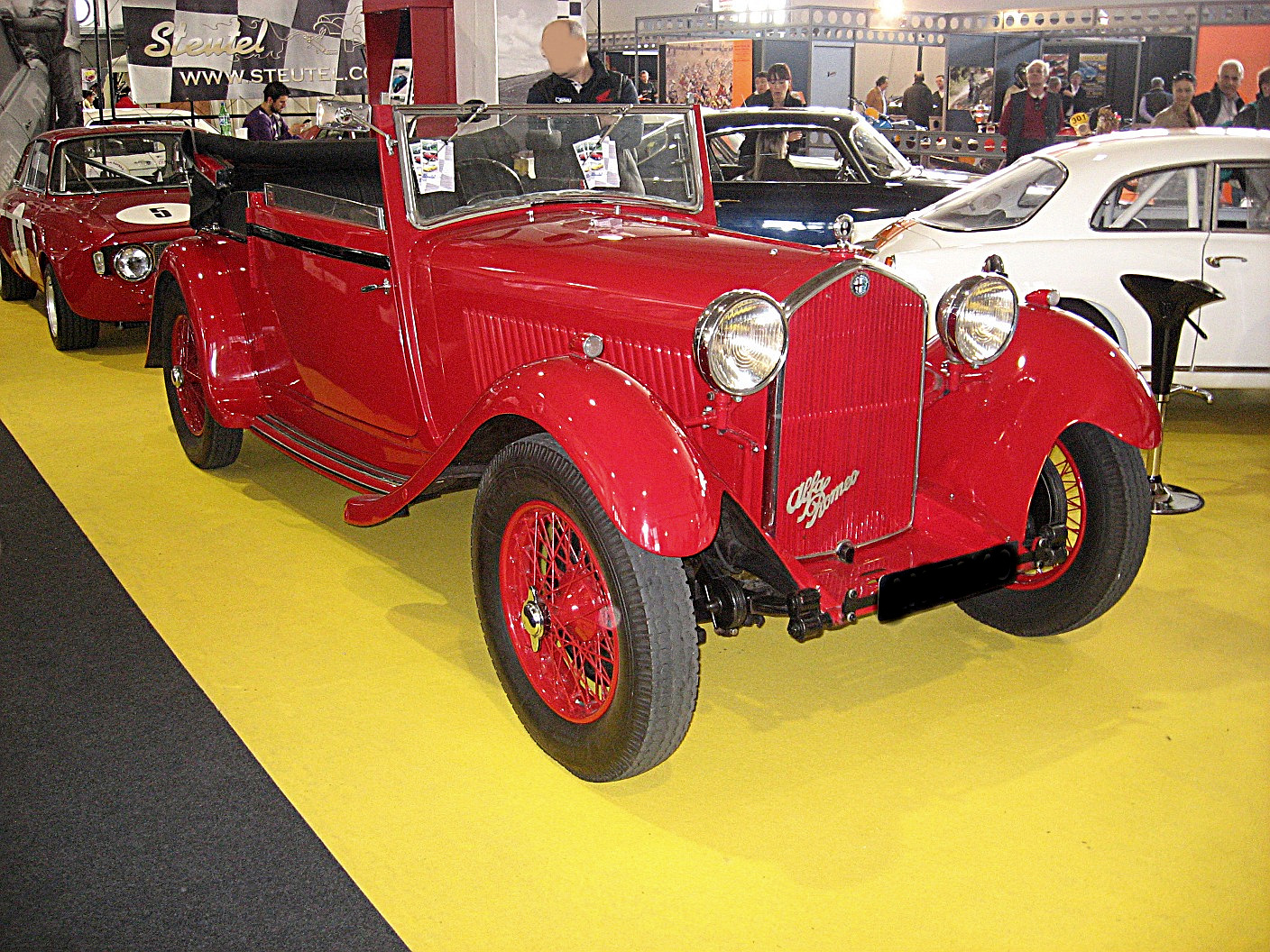
6C 1900 Gran Sport (1933) en el Auto e Moto d'Epoca 2008.

El Alfa Romeo 6C 1900 era el último derivado de la versión original 1500, con un motor de 1917 cc. Fue presentado en 1933, ahora con un frontal de aluminio por primera vez. Con 68 CV, esta versión podía alcanzar una velocidad máxima de 130 km/h. La versión 1900 es muy rara, pues sólo fueron producidas 197 unidades antes de ser sustituido por el 6C 2300.
Variantes:
- 6C 1900 GT / 68 CV a 4500 rpm / 130 km/h (1933).

## 6C 2300 (1934-1937)

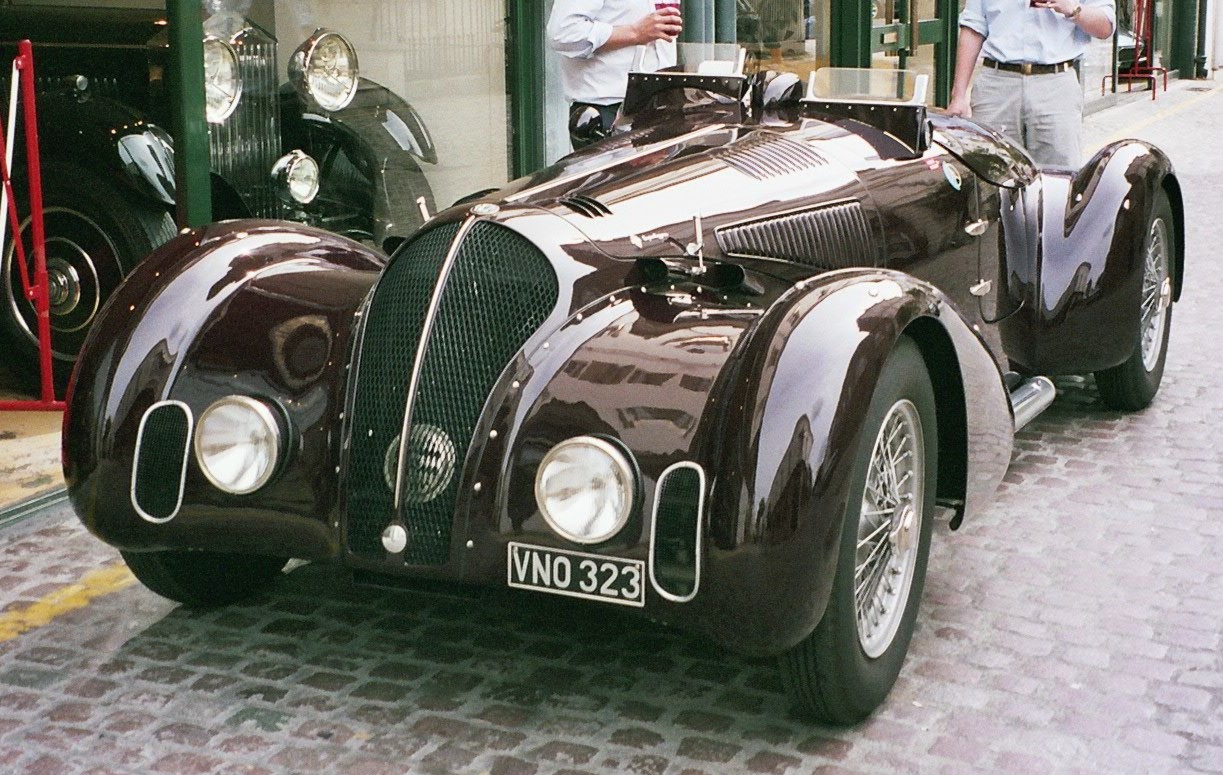
6C 2300B Touring.

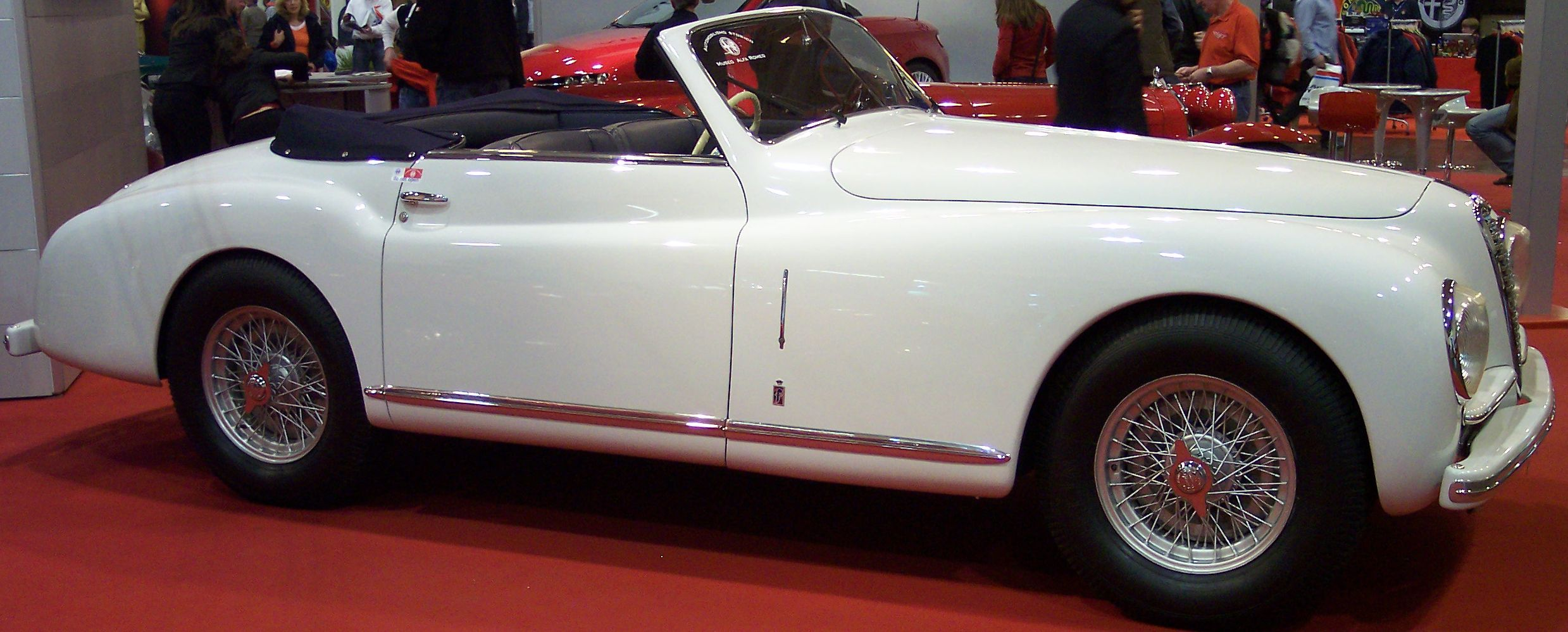
6C 2300 Sport Cabriolet.

El Alfa Romeo 6C 2300 fue proyectado por Vittorio Jano como una alternativa más barata que el Alfa Romeo 8C.
Variantes:
- 6C 2300 Turismo / 68 CV a 4400 rpm / 120 km/h (1934).
- 6C 2300 Gran Turismo / 76 CV a 4400 rpm / 130 km/h (1934).
- 6C 2300B Gran Turismo / 76 CV a 4400 rpm / 130 km/h (1935-1937).
- 6C 2300 Pescara / 95 CV a 4500 rpm / 144 km/h (1934).
- 6C 2300 Pescara B / 95 CV a 4500 rpm / 144 km/h (1935-1937).
- 6C 2300B Corto / Lungo (1935).
- 6C 2300B Mille Miglia

### Aerodinámica Spider
En 1935, Vittorio Jano, trabajando con los hermanos Gino y Oscar Jankovitz, crearon un prototipo de automóvil con motor central, a partir del chasis del Alfa Romeo 6C 2300. Jano envió el prototipo a Fiume (ahora Rijeka) en Croacia. Los hermanos Jankovitz eran amigos cercanos de uno de los principales aerodinamicistas húngaros, Paul Jaray, y el prototipo, llamado Alfa Romeo Aerodinamica Spider era un claro ejemplo del estilo "pontón" - un género que adelantaría el diseño automovilístico y duraría hasta la década de 1960. Jano tenía la intención de instalar un motor V12 en el prototipo, pero esa posibilidad desapareció, cuando Jano fue despedido de Alfa Romeo en 1937.

## 6C 2500 (1938-1952)

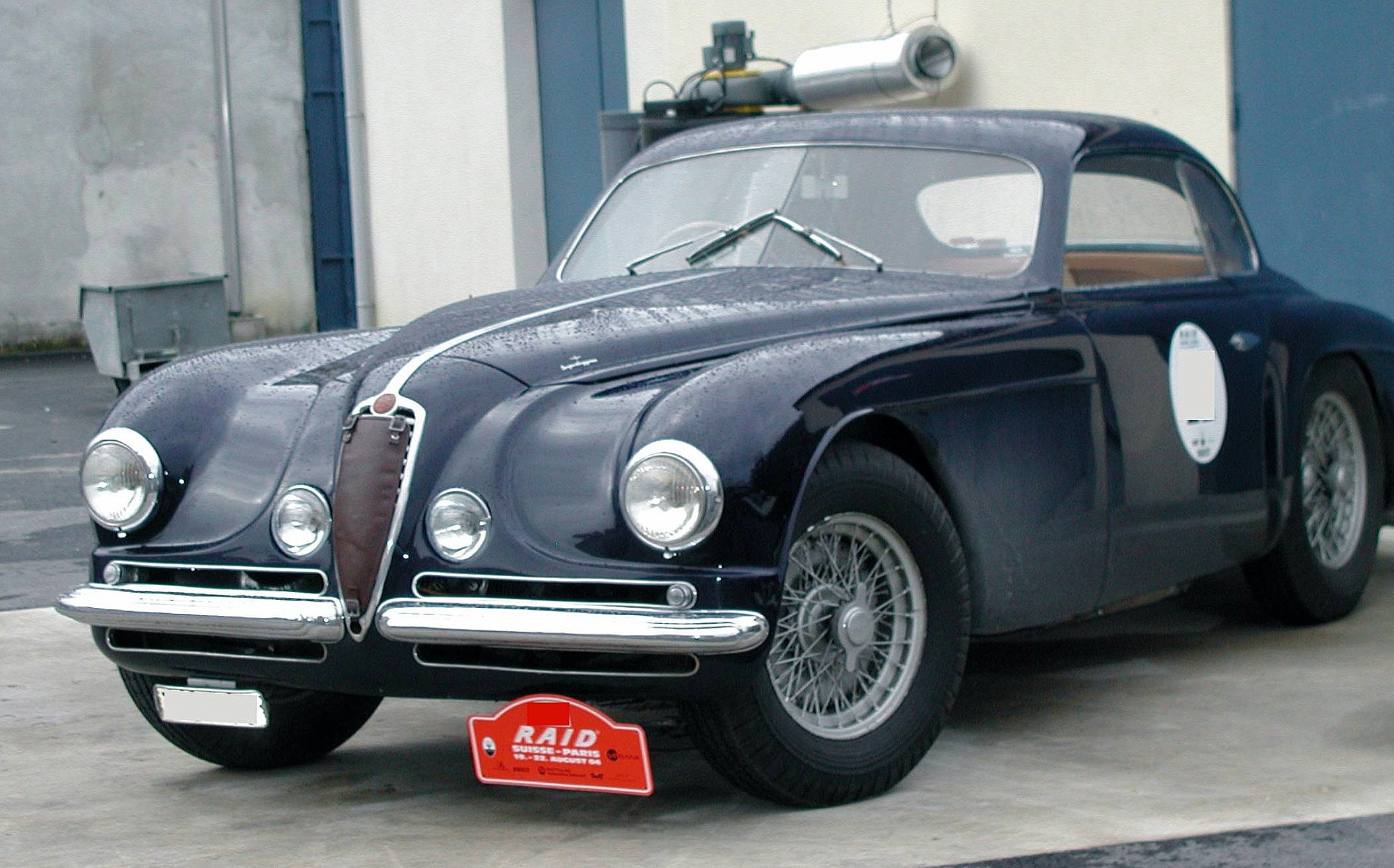
6C 2500 Villa d'Este.

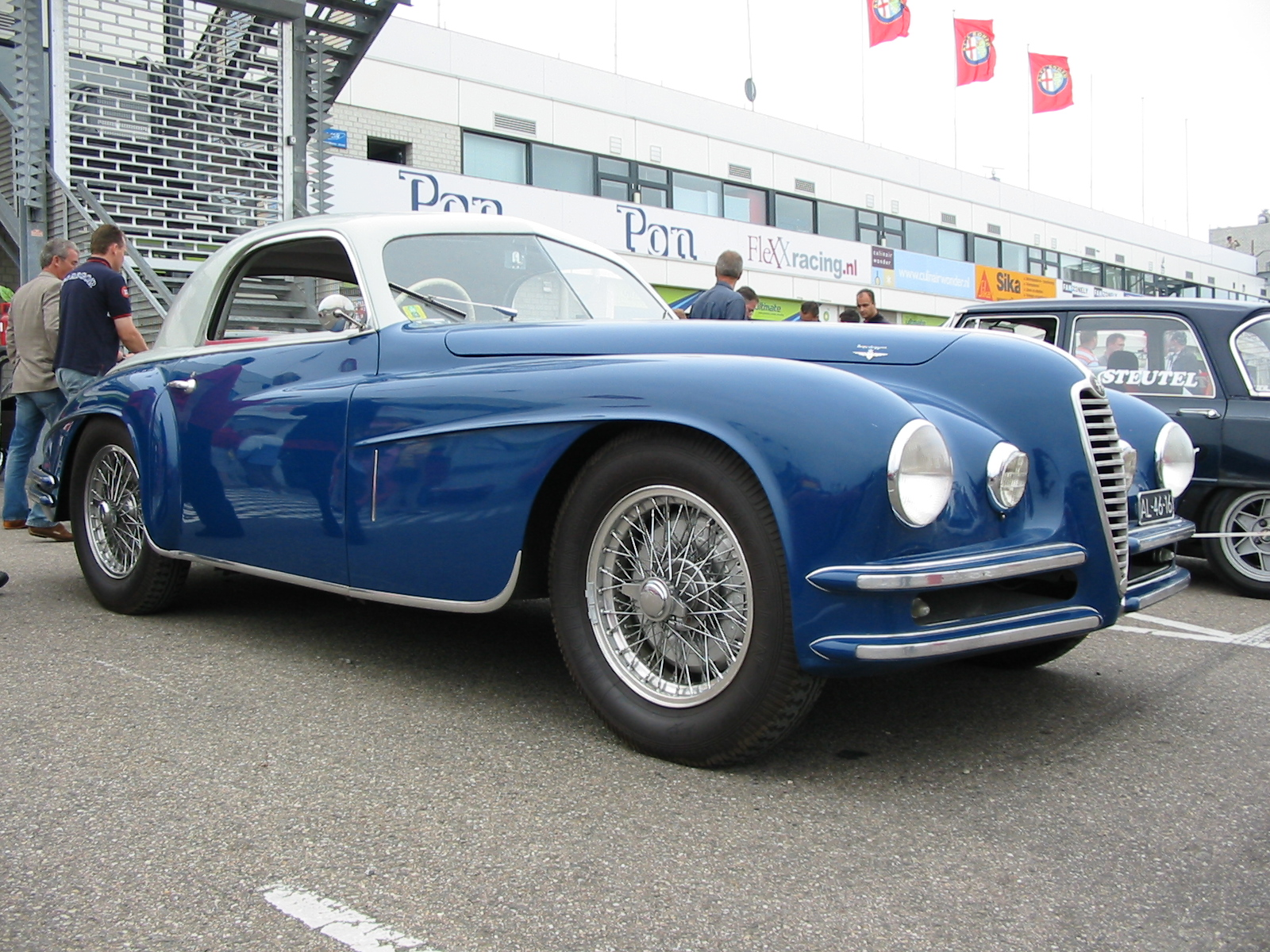
6C 2500 Super Sport.

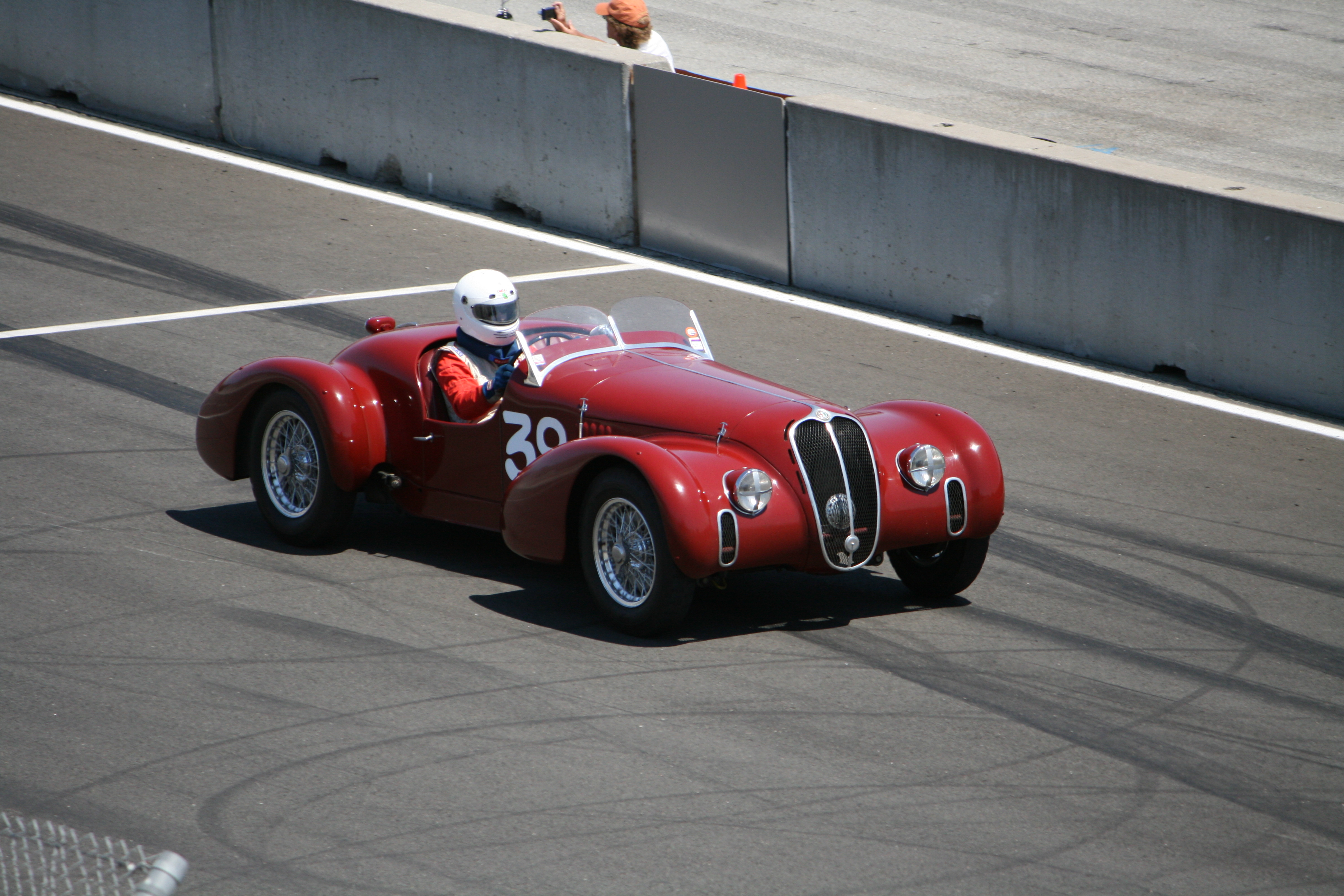
6C 2500 Super Sport Corsa (1939).

Presentado en 1938, el Alfa Romeo 6C 2500 (con 2443 cc) fue el último 6C usado como automóvil de carretera. La Segunda Guerra Mundial estaba a punto de empezar y el desarrollo del automóvil fue detenido, pero entre 1940 y 1945, aún habían sido fabricados algunos centenares de 6C 2500. Tras la guerra, el primer modelo de Alfa Romeo fue el 6C 2500 Freccia d'Oro (Flecha de Oro) de 1946, de los cuales se fabricaron 680 unidades hasta 1951, con la carrocería construida por Alfa Romeo. Fue vendido a clientes ricos como el Rey Faruk, el Príncipe Aly Khan, Rita Hayworth, Tyrone Power y el Príncipe Raniero. El Alfa Romeo 6C 2500 Competizione obtuvo resultados bastante buenos en las carreras, quedando en tercera posición en las ediciones de 1949 y 1950 de la Mille Miglia, y logrando la victoria en la Targa Florio de 1950. El 6C 2500 Villa d'Este fue presentado en 1949 y producido hasta 1952. Su nombre fue puesto en honor del Concorso d'Eleganza en Villa de Este; una versión Touring Superleggera ganó el premio. El 6C Villa d'Este fue el último Alfa Romeo construido a mano, con sólo 36 unidades construidas. El último 6C Villa d'Este fue producido en 1952 y fue sustituido por el 1900.
Variantes:
- 6C 2500 Coloniale / 90 CV a 4500 rpm (1939-1942).
- 6C 2500 / 90 CV a 4600 rpm (1938-1949).
- 6C 2500 Turismo
- 6C 2500 Sport / 95 CV a 4600 rpm (1947-1949).
- 6C 2500 Super Sport
- 6C 2500 Super Sport Corsa / 120 CV a 4750 rpm[9] (1939-1953).
- 6C 2500 Freccia d'Oro / 90 CV a 4600 rpm (1946-1951).
- 6C 2500 Competizione / 145 CV a 5500 rpm (1948).
- 6C 2500 Villa d'Este / 110 CV a 4800 rpm (1949-1952).
- 6C 2500 GT (1950).

## 6C 3000 (1950-1954)

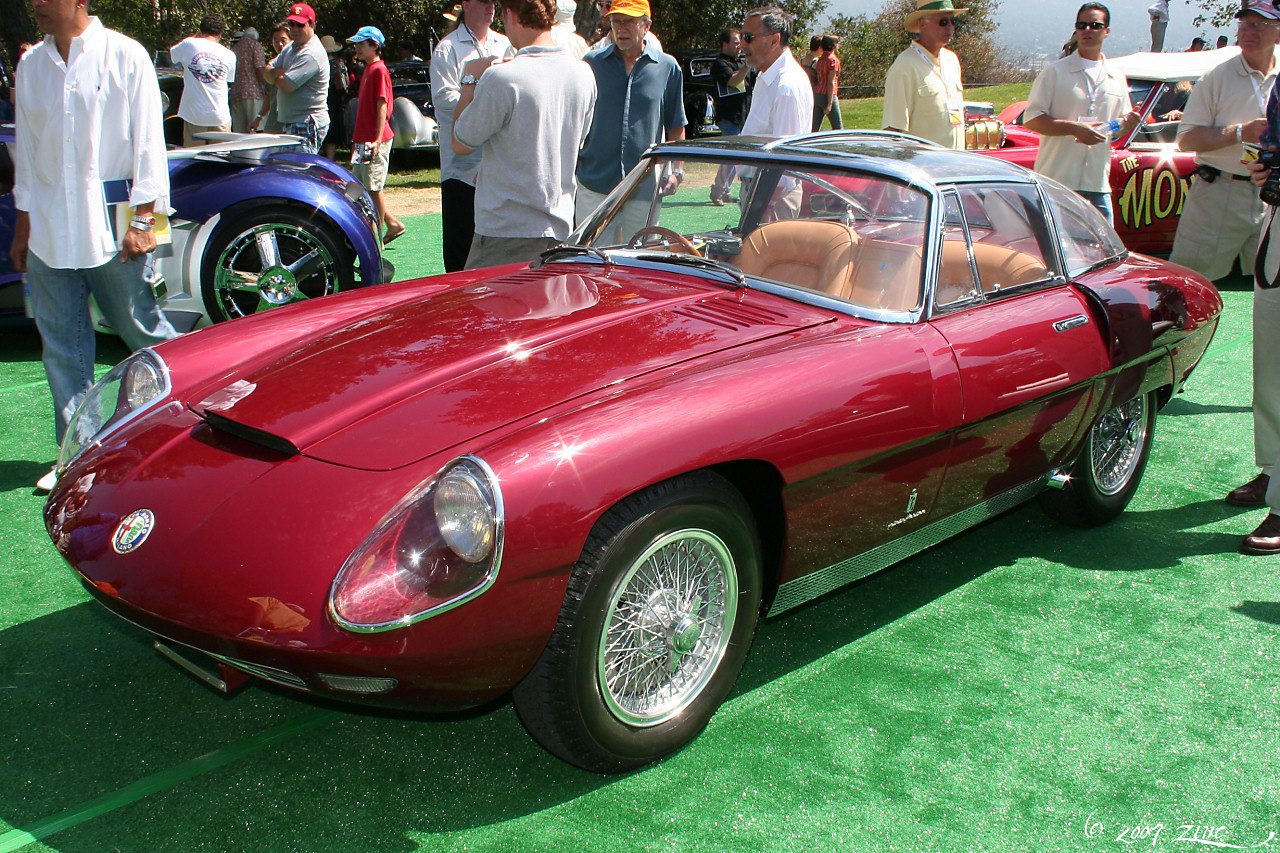
El Alfa Romeo 3000 CM Superflow IV de 1956 es un diseño de estudio de Pininfarina.

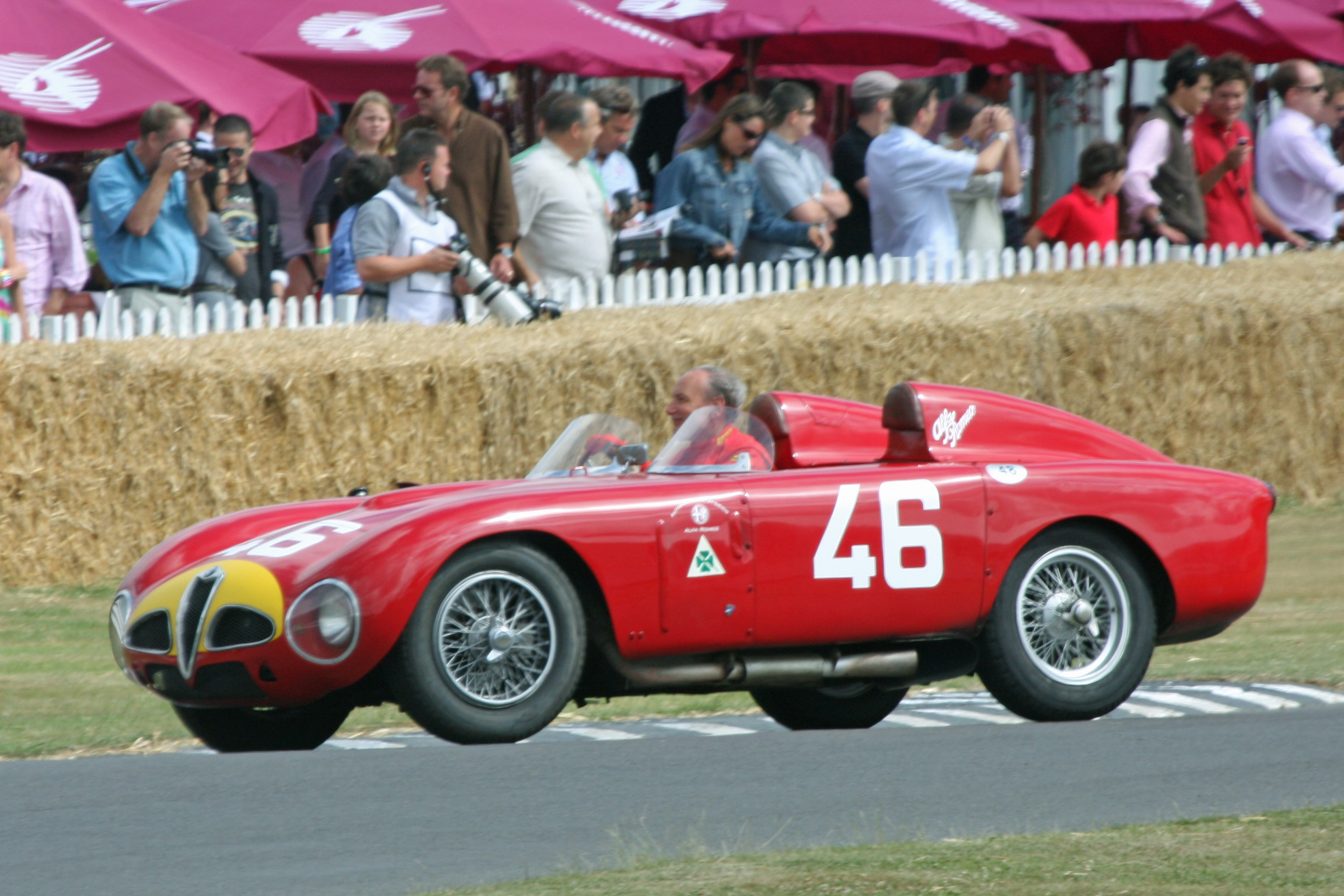
El 6C 3000 CM en el Goodwood Festival Of Speed de 2009.

El Alfa Romeo 6C 3000 era un prototipo construido en 1950, básicamente un 2500 con un motor de 3 L. No apareció hasta 1952 como Competizione Maggiorata (CM), construidos para carreras, con cuatro versiones coupé y dos versiones roadster.
Variantes:
- 6C 3000 (1948).
- 6C 3000 50 (1950).
- 6C 3000 CM / 275 CV / 250 km/h (1952).
- 6C 3000 PR (1954).

### 6C 3000 Competizione Maggiorata
El Alfa Romeo 6C 3000 Competizione Maggiorata fue creado en 1952. La carrocería fue creada por Carrozzeria Colli, un fabricante de carrocerías de Milán, con algunas similitudes con el 1900 Disco Volante. El sistema de propulsión de este modelo vino de un proyecto realizado por Giuseppe Busso. Era diferente respecto a su predecesor: aún usaba algunos de los componentes del sistema 3 L y 6 cilindros del prototipo 6C 3000, pero la cilindrada del motor fue aumentada a 3495 cc. Tras varias evoluciones, llegó a una potencia de 275 CV.
Del 3000 CM fueron producidas seis unidades: cuatro coupé y dos roadster. Con la versión coupé, Juan Manuel Fangio y Giulio Sala consiguieron la segunda posición en la Mille Miglia, en 1953. Fangio estaba liderando la carrera, pero un problema en el chasis le obligó a reducir la velocidad. A pesar de todo, con Fangio, el roadster ganó el primer Gran Premio Supercorte Maggiore en Merano, en 1953. Este coche es exhibido hoy en el Museo Storico Alfa Romeo.
Uno de los dos roadster fue modificado para ajustarse a las nuevas reglas de la Categoría Internacional de Deporte y la cilindrada fue limitada a 3 litros. Este coche fue renombrado PR, Paso Ridotto (distancia reducida entre ejes). Este segundo roadster también pertenece a la colección del Museo Storico Alfa Romeo.
Durante los años sesenta, a finales del periodo de las competiciones, el 6C 3000 CM fue utilizado en el Departamento de Experimentos de Alfa Romeo para probar nuevos componentes, entre los cuales el disco de los frenos, que aún hoy está presente en ese vehículo.